# Хишиг-Ундур
Хишин-Ундур (монг. Хишиг-Өндөр) сомон аймаку Булган, Монголія. Територія 2,4 тис км², населення 3,9 тис. Центр – селище Мааньт знаходиться на відстані 68 км від Булгану та 270 від Улан-Батора. Є школа, лікарня, сфера обслуговування.

## Рельєф
Гори Могод (2139 м), Іх асгат (2108 м), долини Орхон, Мааньт, Теел, Хушуут, Тогттоол, Тарна. Річки Хар уух, Мааньт, Хушуут, Теел

## Клімат
Різкоконтинентальний клімат. Середня температура січня -21 градусів, липня +19+20 градусів. Протягом року в середньому випадає 250-380 мм опадів.

## Корисні копалини
Залізна руда, хімічна та будівельна сировина.

## Тваринний світ
Водяться корсаки, манули, вовки, лисиці, зайці та інші.